# Long Eaton
Long Eaton este un oraș în comitatul Derbyshire, regiunea East Midlands, Anglia. Orașul aparține districtului Erewash.